# Angel breath
『angel breath』（エンジェルブレス）は、2006年2月24日に戯画から発売された18禁アドベンチャーゲームである。
2004年に発売された『DUEL SAVIOR』の外伝的作品であり、用語なども多数共通している。
本編のおまけとして、『DUEL SAVIOR』の戦闘システムでクリミアを主体として他のヒロインと戦うミニゲーム「angel savior」が付いてくる。また、予約特典の「angel savior+」は戦闘キャラをクリミアと『DUEL SAVIOR』の主人公である当間大河のどちらかを選び、救世主候補と戦うことができる。

## あらすじ
主人公である七代崇は魔法関係の成績が悪く夏の補習を受けるために学園に来ていた。だが、補修の一日目に事件は起こった。登校中の崇の前に、突然魔法陣が現れ、その中から傷だらけの少女が現れた。応急手当も終わり一段落付いたと思いきや、今度は第２寮の地下倉庫にも同じように傷だらけの女の子が魔法陣から出てきた。そして、その影響により第２寮も傾き使えなくなってしまう。
二人の少女に加え、第二寮の崩壊により悩んでいたところに現れたのは、学園の教師である笠原聡一郎の作り出したホムンクルス・ガブリエルだった。彼女は聡一郎の言いつけにより、二人をフロレンス看護学院第3寮に連れて行くことになる。
連れてきて聞かされたことは、二人の少女は異世界の住人である可能性が高いこと、そして彼女たちは記憶喪失になっているということだった。二人の少女は治療と研究のために、そして事件に関わった人物も同居することになる。崇は今までと違う生活に最初は戸惑いながらも、騒がしい毎日を過ごすことになる。

## 登場キャラクター

### メインキャラクター
七代 崇（ななしろ たかし）
声：なし
主人公。フロレンス看護学院の魔法看護師科に通う学生。あだ名は「たたる」。夏休みの補習一日目に傷だらけのクリミアと寧々子を介抱し、その縁から彼女たちと共にフロレンス看護学院第3寮で生活することになる。
意地っ張りで無鉄砲。少々抜けていたり、わざとボケをかましたりする場面もある。困っている人がいるとなんだかんだ言いながらも助ける優しさを持っている。自分では意識していなかったが、第3寮で生活で生活するようになってから笑顔をよく見せるようになったらしい。約束は意外に守っている。
この世界では魔法が使うことができないニードレスであり、この学院に入ったのも聡一郎の力によるものらしい。医療関係や一般知識などに関してはすごい知識を持っているが、理屈を覚えても自分が使えないという理由で魔法理論に関しては真面目に勉強しておらず補習となっている。意外に影で努力もしている。
幼い頃に自分の両親と妹のはるかを事故で失い、自分自身も大怪我を負ったところ聡一郎に助けられた過去がある。そのため他人のことばかりを優先してしまい、自分のことを後回しにしてしまう癖があり注意されている。
壱岐 つばさ（いちき つばさ）
声：さくら
崇の幼馴染。崇を「たたる」というあだ名で呼び始めた張本人。崇と共に補習（と言っても彼女は自主参加）を受けていたが、同様の理由でフロレンス看護学院第3寮で生活することになる。本人は崇と違い乗り気。
崇とは家が隣同士、小中同じクラスでありこの学院でも同じクラスになった筋金入りの腐れ縁。崇からは腐れ馴染みとも言われている。そのため、崇の考えていることをほとんどわかっており、たびたびフォローを行っている。ちょっと気が強くてそそっかしいところがあるが、基本的に面倒見がよく崇と共にクリミアたちを助けている。また、お化けが苦手という弱点がある。現在は寮生活で第2寮に暮らしていた。両親は共に健在だが、父親と喧嘩しており顔を合わせようとしない。
彼女の母親は色々なコネクションを持っているらしく、地元どころか各省庁にまで顔が利き色々な情報を知っている。また、崇が事故に巻き込まれた後塞ぎこんでしまった彼を助けたのも彼女の母親である。
成績優秀であり、崇はよく彼女の宿題を写させてもらっている。また家事も万能で第3寮で料理も作っているが、華奢な外見とは裏腹に肉食の人であり、朝御飯でも肉料理を平気で出してくる。甲種特別殊目に分類される（生命力消費型）の魔法士であり、自分の生命力を使って回復する。過去にふざけて骨折した崇を全快で治療させたが、逆に彼女が倒れてしまい病院に担ぎ込まれたことがある。魔力の有り様が特殊であり使い方にも注意が必要だが、誰かを助ける力だからと使うことが多い。そのため崇は彼女が無理しそうで心配している。逆に彼女は、崇が事故に巻き込まれて以来、崇が知らないところで無茶することを極端に嫌っている。
元々崇に対して好意があるものの、崇は彼女の好意を気づいておらず女性としてみてもらえないことを悩んでいる。そのため、今回の寮生活で崇の仲の進展を期待してこの寮の生活に乗り気という経緯がある。
クリミア
声：柴田蕗
崇の前に突然現れた魔法陣から出てきた少女。強いショックによる精神的な錯乱によるメンタルなものが原因で記憶喪失だが、そんなことも感じさせないほどの明るさを持っている。名前の由来は、崇が学院の創立者の名前の別名である『クリミアの天使』からとっている。
純粋無垢で好奇心旺盛、そして見た目どおり子供っぽい性格をしている。この世界に来て知識を得るために本を読んでこの世界のことを勉強しているが、時々間違った知識を学んでしまうことがある。記憶喪失で不安だった彼女に優しくしてくれた崇に一番懐いており、崇と行動するときは崇の上に乗っかり、肩車してもらうことが多い。また、崇の布団に勝手に入ってきたり（裸で）、入浴中に入ることもある。お気に入りの場所は第3寮の屋根の上。見かけによらず剛力で、男である崇でも敵わないほどの運動神経が高い。また、専門用語が書かれている英語の文をすらすら読めたりと謎が多い。
本名はソニア。根源世界アヴァターでは『閃光のソニア』と呼ばれる召喚器使いであり、超人的な力を持つ戦士でもある。魔術に関しては得意ではなかったが、彼女と共に戦ったミュリエルから魔術のことを教わったため知識はある。思考機械と呼ばれる存在であり、体の半分以上は魔力によって強化された義体となっていて、彼女の超人的能力はこの力によるものである。アヴァターの出身ではないが、世界が破滅と結びついた一人の男によって滅ぼされており、希少な資質を持つ召喚士が残された最後の命をかけて根の世界に送られた過去がある。彼女はアヴァターで破滅などを人間であろうと躊躇いもなく殺していたことを後悔していたらしく、自分の記憶を精神的に封印していたらしい。彼女の召喚器は巨大な大刀である『コスモス』。本編ではあまり召喚器の強さははっきりしないが、「angel savior」や「Xross Scramble」などでその強さを発揮している。
なお、彼女のアヴァターにいた頃の会話で、DUEL SAVIORに出てくるルビナスたちと同じく1000年前の救世主候補であるが、何故か彼女は1000年前の救世主候補として資料に残っていない。
白井 寧々子（しろい ねねこ）
声：かわしまりの
第2寮でクリミアと同じように魔法陣から出てきた少女。彼女自身は記憶喪失ではないものの、クリミアと敵対関係にあったため彼女と戦うことを嫌い記憶喪失のフリをしている。なお、彼女は本名を名乗っているが、言いにくい名前という理由で光恵に昔飼っていた猫に雰囲気が似ていて肌が真っ白だからという理由で白井寧々子という名前をつけられている。
素直で律儀で礼儀正しいが少し気弱な部分もある。彼女もクリミア同様に運動神経が高く、崇でも追いつけないほどの実力を持つ。スタイルも非常によく、寮で生活している女性陣の服を着ることができない。料理を作ることもできるが、肉料理以外のメニューを知らない。猫みたいな人物というだけでなく、猫にも好かれボス猫のように見られることもある。たまに、屋上やバルコニーで外の景色を眺めながら考え事をしている。
本名はスヴァンニーア・ガンド・ラ・クラン・アルヴァティーグル。破滅の将の一人であり『鉄爪のクラン』と呼ばれる人物。偉大なる虎の王族が一子。銀色のたてがみを持つ者であり、本来は白銀の髪、金色の瞳をしている。元々は父親が破滅の将であり、破滅の民の主導者的役割についていたが、父親は当時の召喚器使いに破れているために主導者の役割を彼女が引き継ぎ、一族を守るために破滅の将としての役割を果たしてきた。破滅の将としての日は浅く、戦いの9割は他の将の要請に応じて動いていたため作戦の重要な部分はほとんど聞いていない。
元々はアヴァターの北の奥地でひっそり暮らしている北方獣人族という少数民族。だが、人が奥地に入るようになって、変身したときに発揮する尋常でない力と姿から忌み嫌われてきたため、何代か前の族長が破滅に与することを契約によって定め味方となってしまった。彼女自身一族を守るために戦ってきたが、戦うことや誰かが死ぬところを嫌い、記憶喪失のふりをし戦いから遠ざかりたいと願っている。
森里 知香（もりさと ちか）
声：和葉
崇と共に光恵の授業を受けていた生徒。フロレンス看護学院の第二寮の学年班長でもあり、成績トップをキープし続けるエリート。クラス委員長も務めているので、崇から委員長と呼ばれている。普段は特待クラスで学んでいるが、光恵の授業にも参加しており、強化講義に参加するのも向上心からである。
真面目で頭が固く、適当な光恵と口論になるが言いくるめられることもしばしば。また、崇のボケを適格に突っ込んだり、崇のトラブルに巻き込まれたりと意外に関わりも多い。問題を解くときなど頭がよく回り臨機応変にきく。また、学力も才能ではなく陰ながらの努力の結果だが、本人はあまり知られたくないと思っている。料理やお菓子作りなども上手。第3寮の中ではあまり付き合いはあまりよくないが、しっかりと他のメンバーの事を見ており、クリミアの世話なども行って面倒見もいい。第二寮の班長でもあり第三寮の班長を務めている。
損傷透過などのエンチャントが得意とし、精神力を魔力源とする丙種魔法士だが、作中では甲種魔法士と紹介されている。
元々母親は癌を持っており、長いこと入院している。義理の父親が主治医を務めているが治らず、自分自身ウィッチドクターとなって母親を治療するために勉強する経緯がある。そのため、家庭の話に必要以上に触れられることを嫌っている。
ガブリエル
声：みる
聡一郎の作り出した渾身のホムンクルス。世界で唯一の自我を持つホムンクルスであり、普段はメイドとして聡一郎の世話をしている。見た目から20歳未満の姿をしている。一見姿は人間そっくりだが、体の部位がはずれることが多く、外れたときは聡一郎が作った薬を飲み元通りにする。アホ毛が一本生えている
主に洗濯と掃除などの仕事を行い、掃除する時は楽しそうに掃除をしている。だが、掃除をするときに妙な気配りをして相手を困惑させることもある。また、料理は作れるが、妙なものを入れたりして駄目にする事もしばしば（コーヒーに砂糖がないから、塩をいれたなど）。非常に天然かつマイペースであり、崇が誤解しそうな状況を見てすんなり変な方向に理解し怒らせることがある。そのため、崇は彼女のことを「ポンコツ」ということが多い。知識として理解はしているがその知識を正しく認識はしていない。
元々彼女には表情はなく、今のようにニコニコ顔ではなく無表情だった。だが、崇との出会いから笑顔を作れるようになる。その後、第3寮で崇たちが暮らすようになってからは表情が豊かになっていき、怒りや悲しみも理解できるようになった。
彼女がホムンクルスの命と中心になっているものは、クリミアたちがこの世界に流れ着く前に召喚された召喚器「コスモス」であり、コスモスがホムンクルスの体内に入ったことにより動いている。

### サブキャラクター
菅橋 光恵（すがはし みつえ）
声：杉原茉莉
フロレンス看護学院魔法看護士科の担当教諭。愛称はみっちゃん。いつもスティックキャンディーを銜えている。補習のために夏休みでも授業をしているが、今回の騒動で共に第3寮で生活するようになる
医療資格を持っていない生徒に医務室を押し付けたり、寝やすいという理由で第2寮の地下倉庫で寝ていたりと適当な人物。生活もずぼらを絵に描いたような生活を送っている。だが、怒るときは怒ったりとかなりまともな人物でもある。また、授業がためになるだけでなく面白く生徒からも人気が高い。また、ものすごく強引で人使いが荒く、事実上彼女に逆らえる人物はいない。実家は商店街にある甘味処『菅橋』。
メディカリストの最高峰であるハイメディカリストだったこともある。彼女が使っていた魔法は『フィジカルエイチェント』というものであり、停止しかけた臓器にかけて強制的に動きを活性化させる肉体付与魔法。使い方によっては代謝を強制的に引き上げ、人と身体では到達できない力を可能にすることもできる。だが、酷使された肉体は限界を超えた瞬間、自ら力で破壊されることになる。その魔法の応用として、自分の指を活性化させてチョークショットを飛ばしてくる。
笠原 聡一郎（かさはら そういちろう）
声：三原椎名
フロレンス看護学院の教諭。あだ名は魔王。魔王の由来になった魔法医師の最高位ルシフェルの称号を持つ世界保健連合（WHA）公認治療術士。本職は生体義肢装具士。彼もニードレスであり、長い歴史の中でニードレスで魔王級（ルシフェル）を冠する最初で最後の人物でもある。今回の騒動で、異世界から来たクリミアたちに興味を持ち、研究対象として彼女たちを第3寮で住まわせるように手を回している。
長身痩躯で仏頂面。研究のことしか頭に無く性格も悪く見える。また、人を避けるように生きていたため皆に恐れられているが、本来は優しい人物。自分が作り出したガブリエルを娘のように思っており、ガブリエルと接する時だけ目が優しい。だが、その行動を周りからはロリコンだと思われている。口癖は「有り得ないことはあり得ない」。普段は第3寮の地下室で寝泊りしている。研究内容は『エンジェルブレス』。
崇とは昔からの知り合いで、崇が事故により瀕死の重傷を負ったときに奇跡的に助けた命の恩人。また、崇のこの学院での身元引受人にもなっている。崇は彼のことを自分だけが頭いいと思い上がっている態度をとると毛嫌いしており、彼も嫌味を言いながらもアドバイスを送ったりもしている。また、光恵とは学生時代からの付き合いであり、光恵は彼のことを毛嫌いしながらも信用はしている。
かつて、一人娘がいたが事故で亡くしており、自分の娘の代わりを作り出すことがホムンクルスを作り出したきっかけである。また、彼がルシフェルの称号を受け取ったホムンクルス・ガブリエルの作成は偶然の産物であり、もう一度作り出すことは不可能だと明言している。
ララ・ミーナ
声：越智悠
アヴァターからの使者。破滅のメッセンジャーであり邪妖精と呼ばれる暗黒面に落ちたピクシー（小妖精）。クリミアを殺すためにこの世界に来ているが、自分の力では彼女を倒せないため、寧々子を脅して殺させようとする。一人称はうちで語尾にだわさをつける。他の破滅の将の部下なため、寧々子に対して偉そうにしている。
姿や気配を消し人の心を操り、簡単な魔法を使う。主に攻撃には風魔法を使用し、楽しいが少しスパイスがかかった夢を見せ、身も心もゆだねて眠りながら死んでいく魔法「ナイトメア・フィーバー」を使用する。
ルビナス
声：紫苑みやび
クリミアと共に戦っていた銀髪の乙女。DUEL SAVIORに登場するルビナスと同一人物であり、召喚器『エルダーアーク』を使用する。
ミュリエル
クリミアが魔法の話題になる時によく名前が出てくる女性。世界一の魔術師とクリミアから言われている。DUEL SAVIORに登場するミュリエルと同一人物であり、召喚器『ライテウス』の名前も出てくる。
アシュカンザエル
ララ・ミーナをこちらの世界に送り込んだ破滅の召喚士。200歳超えた人物。

## 用語
魔法
人間が本来持つ生命力を賦活して癒す力のこと。紀元1年、西暦元年に異世界アヴァタールよりたどり着いたという「彼の人」が伝えた技術であり、その時に治療魔法という力を手に入れた。それが世界中に広がり、多くの人々は祝福を受けて癒しの力を手に入れている。魔法を使える人間には大きく三つに分かれている。
丙種魔法士
精神力を魔力源とする魔法士。一番魔法士の数が多くスタンダードな魔法士である。
乙種魔法士
体力を魔力源とする魔法士。魔法を使えばそれだけ体力が削れ腹が減る。丙種魔法士に次いで2番目に多い。
甲種魔法士
上記二つに該当しないそれ以外のなにかを源とする魔法士。『気』『プラーナ』『霊気』などと称される世界に満ちるなにかの力を吸収し、己の身を仲立ちとして魔法を使うといわれている。一番数が少なく、魔法士全体の2割に満たない。つばさもこちらの魔法士に属しており生命力を消費している。
ニードレス
魔法が使えない人間。アンファンテリブル、アンシリーコートとも呼ばれている。崇や聡一郎もこちらに属している。魔法の力を持たないことで迫害され続けた過去があり、魔法の力を使うことを拒まれてきた。そこで自身を生き残るために、自ら魔法に頼らない医療技術を発展させ、誰にでも魔法の効果を発揮させた。
クリミアの天使
衛生看護の母にして世界初の魔法看護師となる『フロレンス・アイゼンゲール』の別称。ニードレスの両親から受け継いだ魔法に頼らない、医療技術と彼女自身が持つ類い希なる魔法の才により近代医学の基礎といえる衛生治療とヒーリングの融合により魔法看護学を進化させた人物。
フロレンス看護学院
クリミアの天使が作った魔法看護学の学院。国家医療士（メディカリスト）を養成する専門機関であり、生徒の99.9%が対象の生命力を高めたり、細胞を賦活したりする魔力を持つ。そして、国家認定を受け、メディカリストになることもできる。今作の舞台でもある。
生体魔法学研究所
フロレンス看護学院の第3寮のあだ名であり職員寮。元々フロレンス看護学院第1寮だったが、学生の増加と施設の老朽化で旧校舎を改築した新寮の完成と共にその役目を明け渡した。その後、ルシュフェル級の大魔法士である聡一郎が来たことにより、自分の研究施設と本職である生体義肢装具士の作業場を求めて学院から譲り受けた。聡一郎が魔王と呼ばれていることから、この施設を魔王の館とも呼ばれている。
なお、第1寮は男子寮、第2寮は女子寮となっている。
ホムンクルス
人の手で作り出した人間。この世界では生態義肢によって失われた四肢の再生も可能で脳すら作ることができるといわれている。その生態義肢を組み合わせて人間を作ろうとしても普通だったら意思を持つことができないといわれているが、聡一郎がそれを覆しガブリエルを作成している。
彼の人
異世界アヴァタールの使者。神の名は失伝したが、大地母神という意味を秘めた杖を持っていた。
ロンゴロンゴの魔法陣
いまだ、解読できた人がいない「彼の人」がつかったとされる魔法陣。クリミアたちが送られた魔法陣と似ている。
エンジェルブレス
彼の人が確かに存在すると明言した伝説の魔法。聡一郎の研究内容。クリミアの話では選ばれた資質の人間しか使うことが許されない禁断の魔法であり禁呪とされているらしい。全てを癒す究極の魔法だがヒーリング系の魔法ではなくその効果を知るものは誰もいない。
根の世界アヴァター
多次元世界の中心であり、クリミアたちが戦っていた世界。彼の人が来た異世界アヴァタールでもある。
破滅
形は存在せず『世界を滅ぼす』という概念。正体不明で種族がバラバラ。ほとんどは自発的に与しているが、寧々子みたいに契約によって定められた一族も存在する。強固の意志と自分の命さえ軽視するほどの統率された指揮を受けている。
召喚器使い
過去の救世主候補の名称。破滅に対抗するために各世界から集められた資格があるものたちのことをさす。破滅に対抗しうる唯一の武器である召喚器を操る。
召喚術
時空間を操り、異世界に通じる門を開く魔法。現在は特別な物を使わない限り使えるものはいないとされている。
サクリファイス
クリミアがいた時代の破滅の将が異世界に送り込んだ破滅の召喚器。光の王冠の様な形をしており、意思を持っている。人の精神である夢を感染経路にし、命ある物を全て破滅の種子に変えて支配する能力を持つ。

## スタッフ
- シナリオ：鳴雪梓待 with 企画屋
- 原画：七海綾音、高苗京鈴、カントク
- 主題歌：『Just BE With You』
  - 歌:佐倉紗織